# Збірна Хорватії з хокею із шайбою
Збірна Хорватії з хокею з шайбою — національна команда Хорватії, що представляє країну на міжнародних змаганнях з хокею з шайбою. Опікується командою Хорватська хокейна асоціація. Команда є учасником різних світових хокейних форумів ще з кінця 20 століття (після розпаду Югославії), але значних успіхів не досягала, беручи участь, здебільшого, у кваліфікаційних раундах.

## Турнірні здобутки команди

### Чемпіонати світу
- 1993 – не кваліфікувалися до Групи «С»
- 1994 – 4-е місце Група С2
- 1994 – 8-е місце Група С
- 1997 - 1-е місце Група D
- 1998 – 5-е місце Група С
- 1999 – 5-е місце Група С
- 2000 - 3-є місце Група С
- 2001 – 4-е місце Дивізіон ΙВ
- 2002 – 5-е місце Дивізіон ΙА
- 2003 – 6-е місце Дивізіон ΙВ
- 2004 – 2-е місце Дивізіон ІΙА
- 2005 – 1-е місце Дивізіон ІΙА
- 2006 – 2-е місце Дивізіон ІΙА
- 2007 – 1-е місце Дивізіон ІΙА
- 2008 – 5-е місце Дивізіон ΙВ
- 2009 – 5-е місце Дивізіон ΙА
- 2010 – 6-е місце Дивізіон ΙВ
- 2011 – 2-е місце Дивізіон ІΙВ
- 2012 – 3-є місце Дивізіон ІΙА
- 2013 – 1-е місце Дивізіон ІΙА
- 2014 – 2-е місце Дивізіон ΙВ
- 2015 – 4-е місце Дивізіон ΙВ
- 2016 – 4-е місце Дивізіон ΙВ
- 2017 – 5-е місце Дивізіон ΙВ
- 2018 – 6-е місце Дивізіон ΙВ
- 2019 – 2-е місце Дивізіон IIA
- 2022 – 3-є місце Дивізіон IIA
- 2023 – 3-є місце Дивізіон IIA
- 2024 – 1-е місце Дивізіон IIA
- 2025 — 6-е місце Дивізіон IB